# Malvik
Malvik és un municipi situat al comtat de Trøndelag, Noruega. Té 13.738 habitants (2016) i té una superfície de 168.54 km².
Malvik s'establí el 1891. El municipi l'han adherit en dues ocasions en d'altres de més petits.

## Nom
El topònim Malvik (nòrdic antic: Manvík) era originalment el nom d'una granja, que després es convertí en el nom del municipi. El primer element "man" significa "cabellera", referint-se a la cresta de la muntanya que hi ha darrere la granja. (el mot primitiu -man, que significa "cabellera" és un nom comú de moltes muntanyes de Noruega, on la forma de la muntanya es compara amb la crinera d'un cavall). L'últim element (nòrdic antic: vík) és idèntic a la paraula vik, que significa "entrada".

## Escut
L'escut de Malvik és de temps relativament moderns. Se'ls va concedir el 23 de juliol de 1928. L'escut mostra un gall fer comú, símbol de riquesa natural de la zona.

## Esglésies
Malvik té tres esglésies, totes construïdes entre els segles XIX i X.

## Geografia
Malvik està situat a l'est de Trondheim, la ciutat més gran del comptat (i una de les més grans de Noruega). Moltes persones de Malvik treballen a Trondheim, si bé hi ha una indústria local a Malvik.
Al nord de Malvik hi ha la riba del fiord de Trondheim, i és en aquest llarg tram costaner on hi viu la gran majoria de la població, i on hi ha les escoles i els lloc de treball. El centre municipal és Hommelvik, situat a uns 25 quilòmetres a l'est de Trondheim, que des de sempre ha estat el lloc més industrialitzat i el lloc on hi ha tot, si bé les últimes dècades altres àrees del municipi també en crescut notablement.
El sud del municipi es compon majoritàriament de zones agrícoles i forestals, amb moltes zones atractives per practicar senderisme i esquí de fons. El llac Jonsvatnet es troba a la frontera occidental del municipi.